# Ляйхум, Вильгельм
Вильгельм Ляйхум (нем. Wilhelm Leichum; 12 мая 1911, Ной-Изенбург, Герцогство Гессен — 19 июля 1941, СССР) — германский легкоатлет, спринтер и прыгун в длину.
На Олимпиаде 1936 года в Берлине был четвёртым в прыжках в длину и в составе сборной Германии вместе с Эрихом Борхмеером, Эрвином Гиллмейстером и Гердом Хорнбергером завоевал бронзовую медаль в эстафете 4×100 м.
Двукратный чемпион Европы в прыжках в длину (1934, 1938).
Во время Второй мировой войны в чине лейтенанта воевал в составе вермахта на восточном фронте, убит 19 июля 1941 года.

## Рекорды Европы
| Результат | Место     | Дата      |
| --------- | --------- | --------- |
| 7,69      | Дармштадт | 14.7.1935 |
| 7,73      | Берлин    | 3.8.1935  |
| 7,76      | Йена      | 7.6.1936  |

## Результаты
Лучшие результаты по годам
| Год                    | 1933 | 1934 | 1935 | 1936 | 1937 | 1938 |
| Прыжки в длину (м)     | 7,40 | 7,55 | 7,73 | 7,76 |      | 7,64 |
| Место в мировом списке | 22   | 7    | 6    | 4    |      | 5    |
| Бег на 100 метров (с)  |      |      | 10,5 | 10,4 |      |      |
| Место в мировом списке |      |      | 9    | 7    |      |      |